# Johannes von Mewe
Johannes von Mewe OT († 5. Dezember 1440 in Marienwerder) war Priester des Deutschen Ordens und Bischof von Pomesanien. Mewe ist der Name einer Deutschordensburg an der Weichsel im heutigen Gniew in Polen.

## Leben
Aus Heilsberg (Lidzbark) stammend, war er Priester des Deutschen Ordens, Domherr von Pomesanien und hier auch seit 1420 Dompropst. Nach dem Tod des pomesanischen Bischofs Gerhard Stolpmann vermutlich noch im Sommer 1427 unter dem Einfluss des Hochmeisters Paul von Rusdorf vom Domkapitel zum Nachfolger gewählt, erhielt er die päpstliche Bestätigung durch Papst Martin V. am 13. Juli 1427. Inbesitznahme des Bistums und Bischofsweihe erfolgten um den 31. März 1428.
Im September 1428 veranstaltete er in der Kathedrale zu Marienwerder die dritte bekannte pomesanische Diözesansynode. Dort wurden die Statuten der 1411 von Bischof Johannes Ryman abgehaltenen Synode bestätigt und ergänzt; u. a. forderten die Statuten ein dreimaliges Aufgebot der Brautleute vor der Eheschließung, um die Möglichkeit einer ungültigen Eheschließung einzuschränken. 1429 war er an einem Treffen mit Erzbischof Henning von Scharfenberg (1424–1448) in Riga beteiligt, wo die Zahlung von Abgaben an den Hl. Stuhl zur Bekämpfung der Hussiten besprochen wurde. Ende 1435 war er unter den Abgesandten des Hochmeisters bei den Friedensverhandlungen mit dem Königreich Polen in Brzesc, übertrug ihm, gemeinsam mit dem Bischof Franz Kuhschmalz von Ermland, das Konzil von Basel 1435 die Vollmacht päpstliche Privilegien zu transsumieren, und beauftragte sie, den samländischen Bischof Michael Junge gegen Übergriffe des Deutschen Ordens auf das bischöfliche Drittel seiner Diözese zu schützen.